# Kratka koželjnična iztezalka
Kratka koželjnična iztezalka (latinsko musculus extensor carpi radialis brevis) se nahaja pod dolgo koželjnično iztezalko in je krajša in tanjša od nje. Izvira iz medialnega epikondila nadlahtnice, ter se narašča na volarno stran pete metakarpale in na grašek.
Funkcija mišice je dorzalna fleksija in radialna abdukcija v zapestnem sklepu.
Oživčuje jo živec radialis (C7).